# 费德里科·法齐奥
费德里科·法齐奥（西班牙語：Federico Julián Fazio，1987年3月17日—）是一名阿根廷足球運動員，主要擔任中堅。

## 生平

### 球會
法斯奧出身於阿根廷家鄉球會西部鐵路，於2007年轉投西甲的西維爾，期間上陣179場並協助球隊贏得歐霸盃、國王盃和超級盃。
2014年8月27日，法斯奧加盟英超的熱刺，簽約四年。
2016年8月4日，羅馬官方宣佈，球隊從熱刺租借阿根廷國腳法西奧一個賽季。法西奧的租期將在2017年6月30日到期，羅馬將支付120萬歐元的租借費，並且擁有320萬的買斷條款，他將身披20號球衣。

### 國家隊
法斯奧是阿根廷贏得2007年世青盃的主將，並於翌年協助國奧隊在北京奧運奪取金牌。
他於2010年6月1日首次代表成年國家隊在對尼日利亞的友誼賽上陣。
法齐奥被主教练桑保利选入他的2018年世界杯阿根廷隊阵容。

## 外部連結
- 法斯奧西甲數據 （西班牙文）
- 衛報數據[永久]